# Andrea di Bartolo

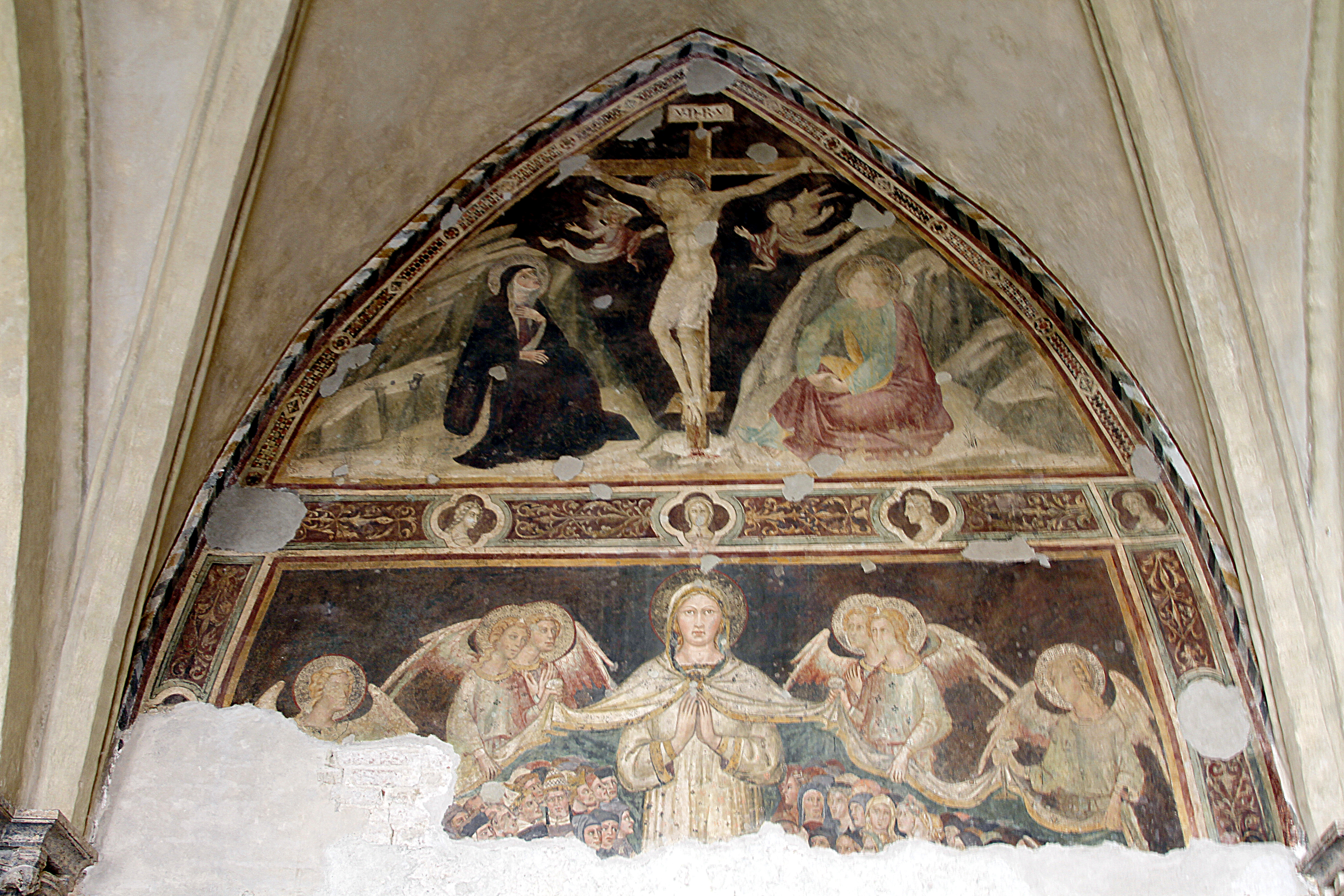
Fresko Crocifissione in der Cappella delle Fanciulle, Santa Maria della Scala, Siena

Andrea di Bartolo (* um 1360 in Siena; † 3. Juni 1428 ebenda) war ein italienischer Maler, der im Stil der Schule von Siena malte.

## Leben
Andrea di Bartolo (auch Andrea di Bartolo di Fredi Battilori) wurde als Sohn des Bartolo di Fredi und seiner Frau Bartolommea di Cecco geboren. Erstmals als Maler tritt er 1389 in Erscheinung, als er seinem Vater und Luca di Tommè bei Arbeiten im Dom von Siena half. Von 1405 bis 1410 arbeitete er selbständig an Dekorationen für den Dom, unter anderem in der Cappella di San Vittorio, wo er 1409 die Figur des San Crescenzio gestaltete. 1410 bemalte der die Figuren Sant’Ansano und San Crescenzio von Francesco di Valdambrino, ebenfalls im Dom von Siena, für den er zudem Fensterdekorationen für die Sakristei erstellte. In den Jahren 1409–1424 übte er zudem verschiedene öffentliche Ämter in Siena aus. In dieser Zeit entstand sein einziges unterschriebenes und datiertes Werk, die Quattro santi von 1413 mit den Heiligen San Giovanni Battista, San Francesco, San Pietro, San Giovanni evangelista für die Basilica dell’Osservanza in Siena. 1417 erstand er für 97 Fiorini ein Wohnhaus im seneser Stadtdrittel Camollia. Seine Werkstatt befand sich spätestens ab 1425 nahe der Chiesa di San Cristoforo in der Contrada Tolomei (heute Piazza Tolomei, befindet sich in der Contrada Civetta (Eule)).
Sein letztes Werk entstand für die Kirche Chiesa di San Francesco in Treviso. Es ist zugleich sein einziges Werk, das er als Fresko erstellte. Er starb am 3. Juni 1428 und wurde am gleichen Tag nahe dem Kreuzgang der Basilica di San Domenico beigesetzt. Zwei seiner Söhne, Giorgio d’Andrea di Bartoli und Sano di Andrea Battilori, wurden ebenfalls Maler. Seine Frau Cristofora starb 1444.

## Werke (Auswahl)
- Altenburg, Lindenau-Museum:

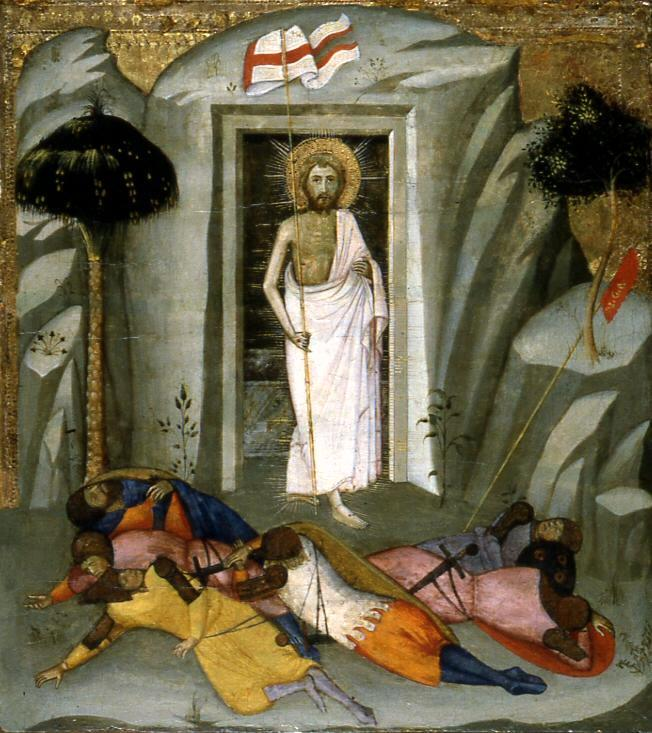
Das Bild Resurrezione (Walters Art Museum), Baltimore

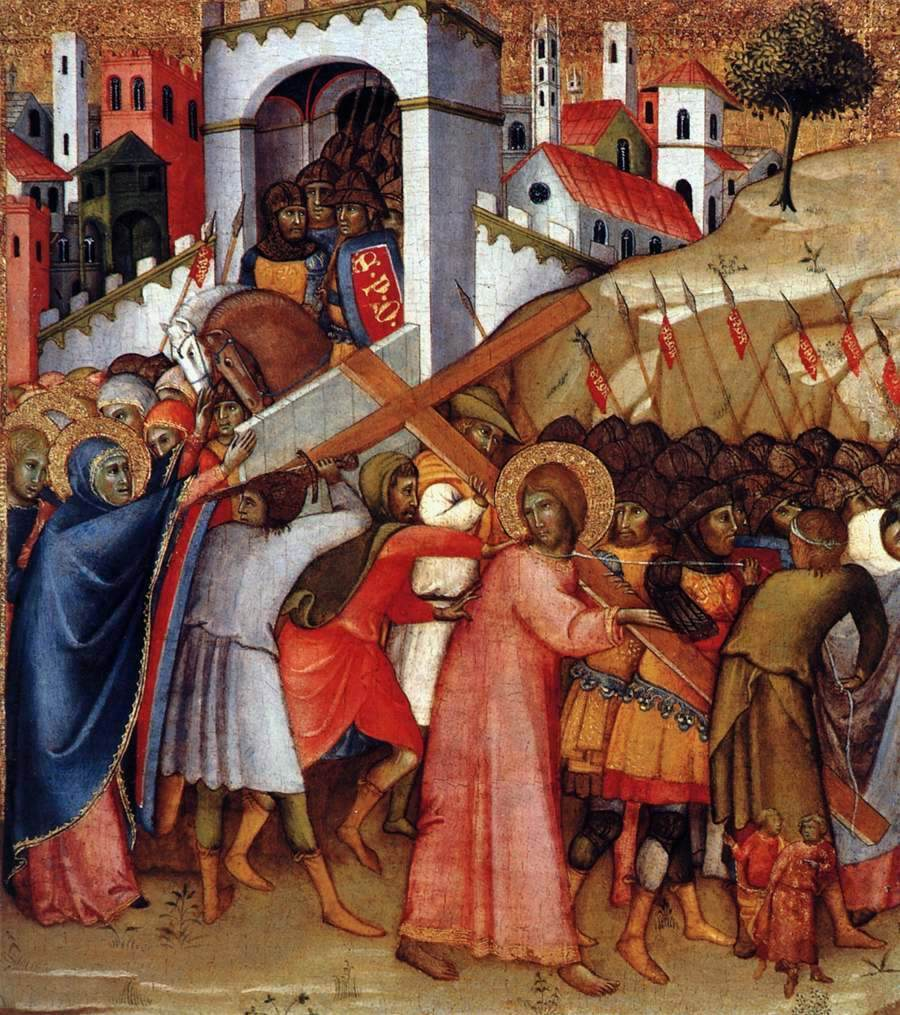
Das Bild Salita di Cristo al monte Calvario (Museo Thyssen-Bornemisza), Barcelona

  - Santa Caterina d’Alessandria (Heilige Katharina von Alexandrien, Inv.-Nr. 66[7])
  - Madonna con Bambino in trono e santi, Crocifissione di Cristo, Annunciazione (Thronende Madonna mit Kind, Johannes dem Täufer und Jakobus d. Ä.; Kreuzigung Christi; eine junge Heilige; heiliger Antonius Abbas; Verkündigung an Maria, Triptychon, Inv.-Nr. 58[8])
- Avignon, Musée du Petit Palais:[9]
  - San Savino (Tafelgemälde, 102 × 36 cm)
  - Sant’Antonio Abate (Tafelgemälde, 45 × 31 cm)
  - Santo Vescovo (Tafelgemälde, 102 × 36 cm)
- Baltimore, Walters Art Museum:[10]
  - Resurrezione
  - Strage degli Innocenti
  - Madonna con Bambino in trono tra i quattro Evangelisti
- Barcelona, Museu Nacional d’Art de Catalunya, Museo Thyssen-Bornemisza: Salita di Cristo al monte Calvario (Tafelbild, 54,5 × 49,2 cm[11])
- Bologna, Pinacoteca Nazionale: Ultima Cena (Tafelbild, 48,5 × 32 cm[12])
- Budapest, Museum of Fine Arts: Annunciazione[13]
- Buonconvento, Museo di arte sacra della Val d’Arbia: Annunciazione e i Ss. Maddalena e S. Antonio Abate (stammt aus der Chiesa dei Santi Pietro e Paolo, Holzgemälde (Flügelaltar), 122 × 196 cm)[14]
- Buonconvento, Museo d’Arte Sacra della Val d’Arbia a Buonconvento: Annunciazione[15]
- Dublin, Irisches Nationalmuseum: I parenti di san Galgano tentano invano di farlo tornare a casa (Tafelgemälde, 40,5 × 38 cm[16])
- Mailand, Pinacoteca di Brera, Saal 3: Polittico con l’incoronazione della Vergine[17]
- Montefollonico (Ortsteil von Torrita di Siena), Chiesa di San Sigismondo: Madonna[18]
- New York City, Metropolitan Museum of Art:
  - Assunzione della Vergine (um 1395 entstanden)
  - Crocefissione
- Oxford, Ashmolean Museum: Santa Lucia[19]
- Perugia, Galleria Nazionale dell’Umbria: Santa Dorotea, Sant’Antonio Abate (Flügelaltar)[20]
- Princeton, Princeton University Art Museum: Madonna col Bambino[21]
- Richmond, Virginia Museum of Fine Art: Assumption of the Virgin with St. Thomas[22]
- Siena, Basilica dell’Osservanza, Cappella 5: Quattro santi: San Giovanni Battista, San Francesco, San Pietro, San Giovanni evangelista, (Tafelgemälde, 1413 entstanden)[23][3]
- Siena, Dom von Siena, Cappella San Vittorio: Dekorationen (1406)[3]
- Siena, Museo Diocesano di Arte Sacra (Oratorio di San Bernardino), Saal 5: Madonna col Bambino (entstammt der Chiesa di San Pietro a Ovile[24])
- Siena, Palazzo Pubblico:[25]
  - Annunciazione
  - Patroni di Siena
  - San Gregorio
- Siena, Palazzo Salimbeni, Kunstsammlung der Monte dei Paschi di Siena: Zwei gleichnamige Bildnisse des Santo Evangelista, beide 45 × 30 cm und aus einem Flügelaltar des Duomo di Tuscania (Dom San Giacomo) entstammend, im Besitz der MPS seit 1985.[26]
  - Santo Evangelista (ca. 1420 entstanden, Tafelgemälde[27])
  - Santo Evangelista(ca. 1420 entstanden, Tafelgemälde[28])
- Siena, Pinacoteca Nazionale di Siena:[29]
  - San Matteo, San Galgano (Saal 10)
  - Madonna in trono con Bambino e Santi (Saal 11)
- Siena, Santa Maria della Scala, Cappella delle Fanciulle: Crocifissione (Fresko)[30]
- Stockholm, Schwedisches Nationalmuseum: Compianto sul corpo del Cristo (Inv. 4463)[3][31]
- Treviso, Chiesa di San Francesco, Fresken:[3]
  - San Francesco
  - Madonna dell’umiltà con angeli e il Battista
- Tuscania, Dom von San Giacomo: Gestaltungen und Tafelgemälde[13]